# The Global Lepidoptera Names Index
The Global Lepidoptera Names Index (англ. LepIndex, укр. Глобальний індекс назв лускокрилих) — електронна база даних таксонів лускокрилих із можливістю пошуку, яка підтримується Департаментом ентомології Музею природної історії в Лондоні.
Його основу складають картотеки та скановані журнали, номенклатурні каталоги та журнал Zoological Record. Він містить більшість назв лускокрилих у світі, опублікованих до 1981 року, і для деяких груп є актуальними.
Завдяки LepIndex будь-хто в інтернеті може безкоштовно дізнатися:
- ім'я автора, який назвав вид метелика або молі.
- де було опубліковано оригінальний опис.
- статус імені (дійсне ім'я або синонім)

Це основне джерело назв лускокрилих в Інтегрованій системі таксономічної інформації та Каталозі життя .